# Ulan-udský letecký závod
Ulan-udský letecký závod (rusky Улан-Удэнский авиационный завод, zkratka УУАЗ) je letecká továrna, nacházející se v sibiřském městě Ulan-Ude. Firma patří do koncernu Ruské vrtulníky, vlastněného ruským státním podnikem Rostech.
Během více než sedmdesátileté historie závodu zde bylo vyrobeno přes 8 tisíc letadel a vrtulníků.

## Historie
26. května 1936 bylo přijato usnesení Ministerstva práce a obrany SSSR o výstavbě dvou nových leteckých závodů – v Ulan-Ude a v dálněvýchodním městě Arseňjev (dnes letecký závod Progress). Ulan-udský letecký závod vzniknul jako závod č. 99. Nová továrna začala růst na břehu řeky Udy a již v červnu roku 1939 byla uvedena do provozu.
Jeho prvními úkoly byly opravárenské práce na stíhačkách Polikarpov I-16 a bombardérech Tupolev SB-2. Během 2. světové války se zde začaly vyrábět komponenty k hlavním sovětskému frontovému bombardéru Petljakov Pe-2. Od roku 1943 se zde začaly vyrábět stíhačky Lavočkin La-5, od roku 1944 do roku 1946 Lavočkin La-7, od roku 1946 Lavočkin La-9.
Po válce se zde vyráběl MiG-15UTI, cvičná varianta stíhačky MiG-15.
V roce 1956 začal závod s výrobou vrtulníků, nejdříve Kamov Ka-15, potom Kamov Ka-18. V letech 1965–1975 závod opouštěly vrtulníky Kamov Ka-25.
V letech 1961-1965 produkovala továrna letadla Jakovlev Jak-25, konkrétně verzi špionážní a verzi sloužící jako cvičný terč.
V 60. letech se rozjela výroba raket S-5 a P-5D, stejně jako civilního Antonov An-24. Od roku 1977 zde vznikaly stíhací bombardéry MiG-27M.
Od 80. let spolupracuje továrna s konstrukční kanceláří Suchoj, montovaly se zde tak některé (zejména cvičné) varianty letadla Suchoj Su-25.
V první polovině 90. let se začalo s výrobou vrtulníků Mil Mi-171, modernizované varianty Mil Mi-17.
Od roku 2002 se zde vyráběla modifikace Mil Mi-171Š, kterou obdržela v rámci deblokace ruského dluhu i Armáda ČR.
V roce 2007 byla firma začleněna do nově vzniklého koncernu Ruské vrtulníky, který spojil všechny ruské výrobce vrtulníků.

## Současná produkce
Vrtulníky:
- Mil Mi-8AMT
- Mil Mi-171
- Mil Mi-171A
- Mil Mi-171A2
- Mil Mi-171Š
- Mil Mi-8AMTŠ

Letadla:
- Suchoj Su-25UB
- Suchoj Su-25UBM
- Suchoj Su-39